# Comoedienhaus Wilhelmsbad

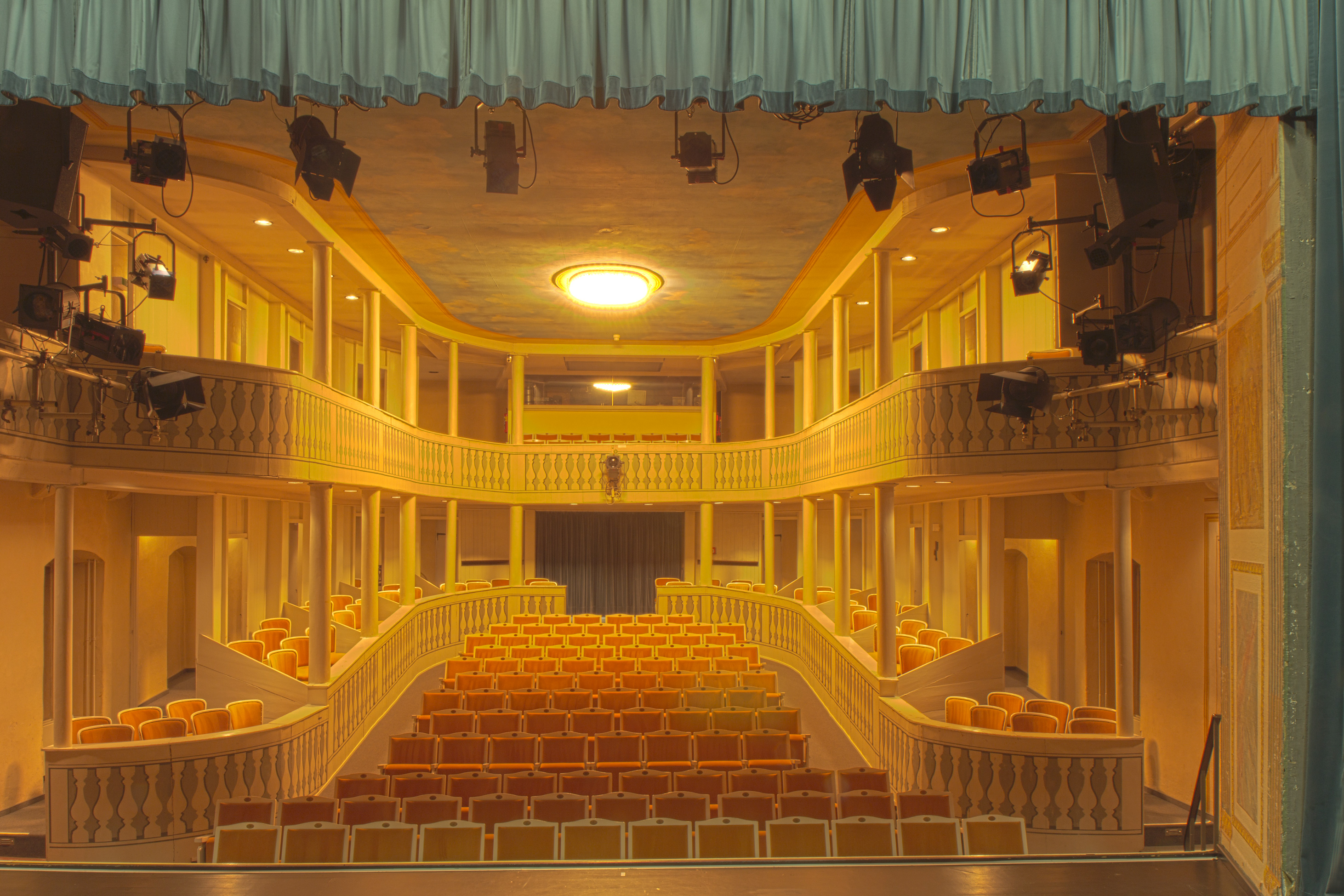
Blick von der Bühne in den Zuschauerraum

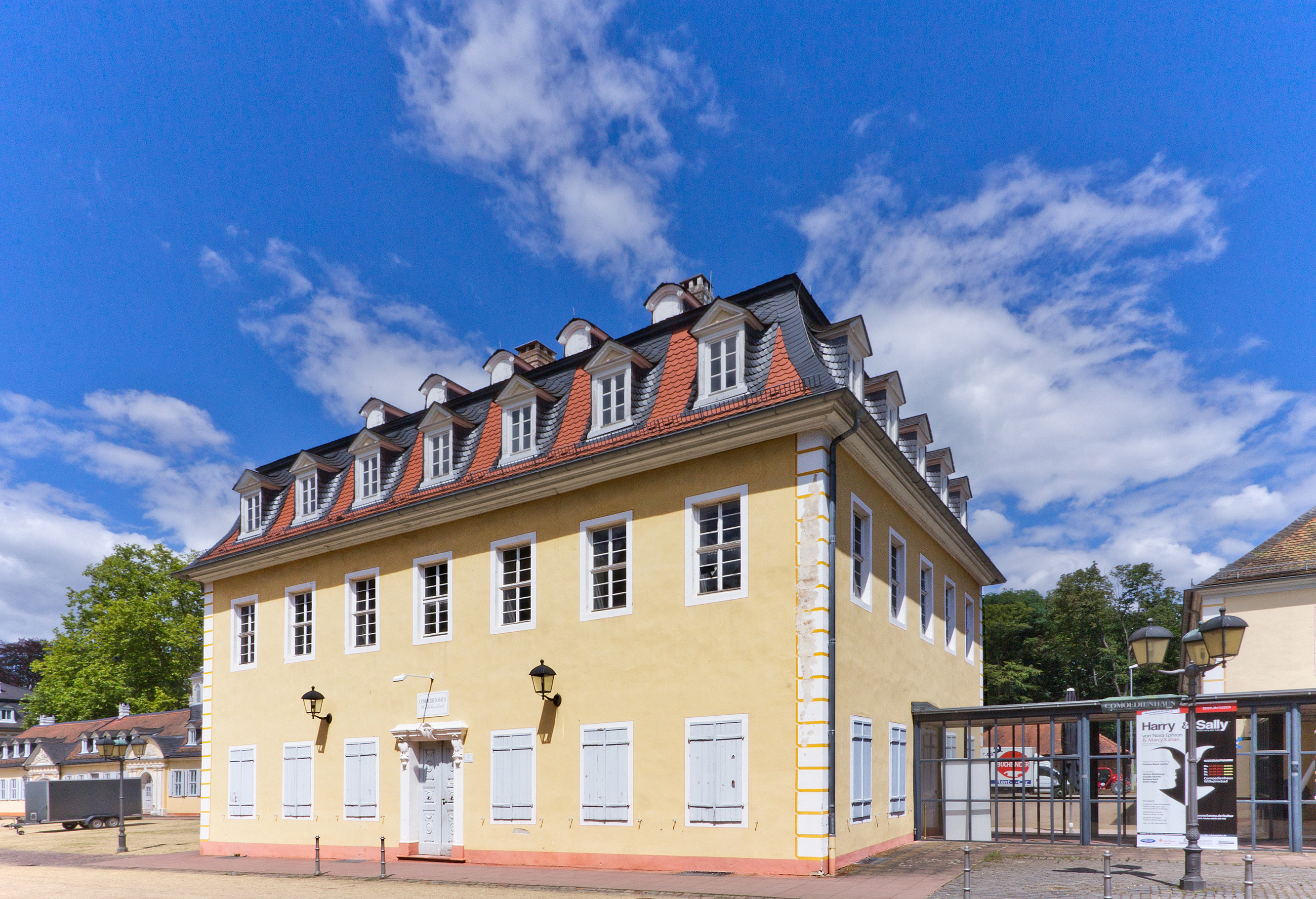
Eingangsgebäude zum Theater

Das Comoedienhaus Wilhelmsbad ist ein 1781 erbautes Parktheater im heutigen Hanauer Stadtteil Kesselstadt und Bestandteil des Gebäudeensembles der ehemaligen Kuranlage Wilhelmsbad.

## Geschichte
Der Bau des Theaters wurde von Erbprinz Wilhelm (1743–1821) von Hessen-Kassel, dem späteren Landgrafen Wilhelm IX. und ab 1803 als Wilhelm I. Kurfürst von Hessen, veranlasst.
Im Januar 1781 erteilte Wilhelm der Hanauischen Rentkammer den Befehl, 3500 Gulden „zur Erbauung eines Comoedien Hauses zu Wilhelmsbad“ bereitzustellen. Baumeister war  Oberkammerrat Franz Ludwig Cancrin (1738–1816), der bereits das Kurbad Wilhelmsbad in den Jahren 1772–1782 erbaut hatte. Das als Kurtheater bezeichnete Scheunentheater konnte bereits am 8. Juli 1781 durch die Gothaer Theatertruppe Neuhaus mit der komischen Oper Tom Jones von François-André Danican Philidor eröffnet werden. Mit dem Tod seines Vaters Friedrich II. Hessen-Kassel (1720–1785) übernahm Wilhelm die Regierung der Landgrafschaft. Mit der Verlegung der Residenz nach Kassel lag das Comoedienhaus über 60 Jahre brach.
1847 pachtete der Franzose Isidor Aimé Briquiboul die Kuranlage samt Theater und ließ sie restaurieren. Im Juni 1852 begann eine neue Theatersaison, die jedoch nur ein Vierteljahr dauerte. Es folgte eine neunjährige Pause.
1861 versuchte Adolph Hommel das Theater wiederzubeleben. Er gründete eine Lustspiel- und Vaudeville-Gesellschaft. Dreimal wöchentlich wurde in deutscher Sprache im Comoedienhaus gespielt. Hommel wechselte bereits nach der ersten Saison als Direktor zum Stadttheater Hanau.
Nach den beiden Weltkriegen diente das Theater den in Wilhelmsbad einquartierten Vertriebenen und Evakuierten, die in den Gebäuden der Kuranlage untergebracht waren, zur Einlagerung von Vorräten und es verfiel zusehends. Als der Park und die Kuranlage – ausgenommen das Theater – wiederhergestellt und restauriert wurden, gelang es Oberbürgermeister Heinrich Fischer, den Hessischen Rundfunk für das Comoedienhaus zu interessieren. Im Auftrag der hessischen Landesregierung, des Hessischen Rundfunks und der Stadt Hanau übernahm der Frankfurter Architekt Ferdinand Kramer 1968 die Restauration des Theaters. Das Theater konnte im Oktober 1969 wieder feierlich eröffnet werden. Der Hessische Rundfunk veranstaltete in den folgenden Jahren alljährlich seine „Wilhelmsbader Produktionen“, spezielle Hörfunk- und Fernsehproduktionen, in denen Künstler von internationalem Rang zu sehen waren.
Das Comoedienhaus Wilhelmsbad ist zudem Station der Deutschlandroute der Europastraße Historische Theater.

## Nutzung
Heute finden im Comoedienhaus Wilhelmsbad Theater-, Konzert-, Kleinkunst- und Kindertheaterveranstaltungen statt, die vorwiegend von der Comoedienhaus Wilhelmsbad Betriebsgesellschaft mbH, der Stadt Hanau und der Volksbühne Hanau e. V. durchgeführt werden. Im Sommer bilden das Comoedienhaus Wilhelmsbad und der Kurpark das Ambiente für die „Wilhelmsbader Sommernacht“.
Am 1. Juli 2013 hat Oberbürgermeister Claus Kaminsky mit Michael Quast einen Vertrag über die Nutzung des Comoedienhauses für die Freie Volksbühne in den Jahren 2014 und 2015 unterzeichnet.